# Lumpectomia
Lumpectomia é a remoção cirúrgica de uma pequena parte da mama, feita geralmente durante o tratamento de um tumor maligno ou cancro da mama. É considerada um tratamento conservador, já que a quantidade de tecido removido é menor em comparação com uma mastectomia a toda a mama, podendo apresentar vantagens físicas e emocionais.